# Erysimum lazistanicum
Erysimum lazistanicum là một loài thực vật có hoa trong họ Cải. Loài này được Rupr. mô tả khoa học đầu tiên năm 1869.